# Euagathis fuscipennis
Euagathis fuscipennis är en stekelart som först beskrevs av Brulle 1846.  Euagathis fuscipennis ingår i släktet Euagathis och familjen bracksteklar. Inga underarter finns listade i Catalogue of Life.